# Alighiero Guglielmi
Alighiero Guglielmi (Padova, 1912 – Calolziocorte, 1988) è stato un marciatore italiano.
Nei venticinque anni di carriera agonistica nell'atletica leggera, nella disciplina della marcia, ha partecipato a circa 140 gare, tra cui 58 competizioni dove si è classificato nei primi tre posti vestendo anche la maglia azzurra. 
Ricevette diverse onorificenze sportive: nel 1997 fu insignito della Stella al merito del CONI, dalla Società Sportiva Pro Vittoria di Calolziocorte, in occasione del Memorial Alighiero Guglielmi; fu Cavaliere della Repubblica, Medaglia di bronzo al Valore Atletico (CONI), Medaglia d’argento al Valore Atletico (FIDAL) e Azzurro d'Italia.

## Biografia

### Gli inizi
Alighiero Guglielmi inizia la sua attività agonistica a diciotto anni nel 1930, vincendo le numerose gare di marcia di quartiere, che si svolgevano ogni domenica a Padova. Attilio Callegari, campionissimo patavino di marcia, recordman mondiale sui 20 km, lo nota e lo sceglie come suo allievo, insegnandogli la tecnica e la tattica della disciplina. Questo sarà un legame che durerà per tutta la vita. Nel 1932 è quarto a Gorizia nel Campionato italiano sui 30 km e nel 1933 ancora quarto nel Campionato nazionale giovanile di Firenze di 20 km.

### Le gare

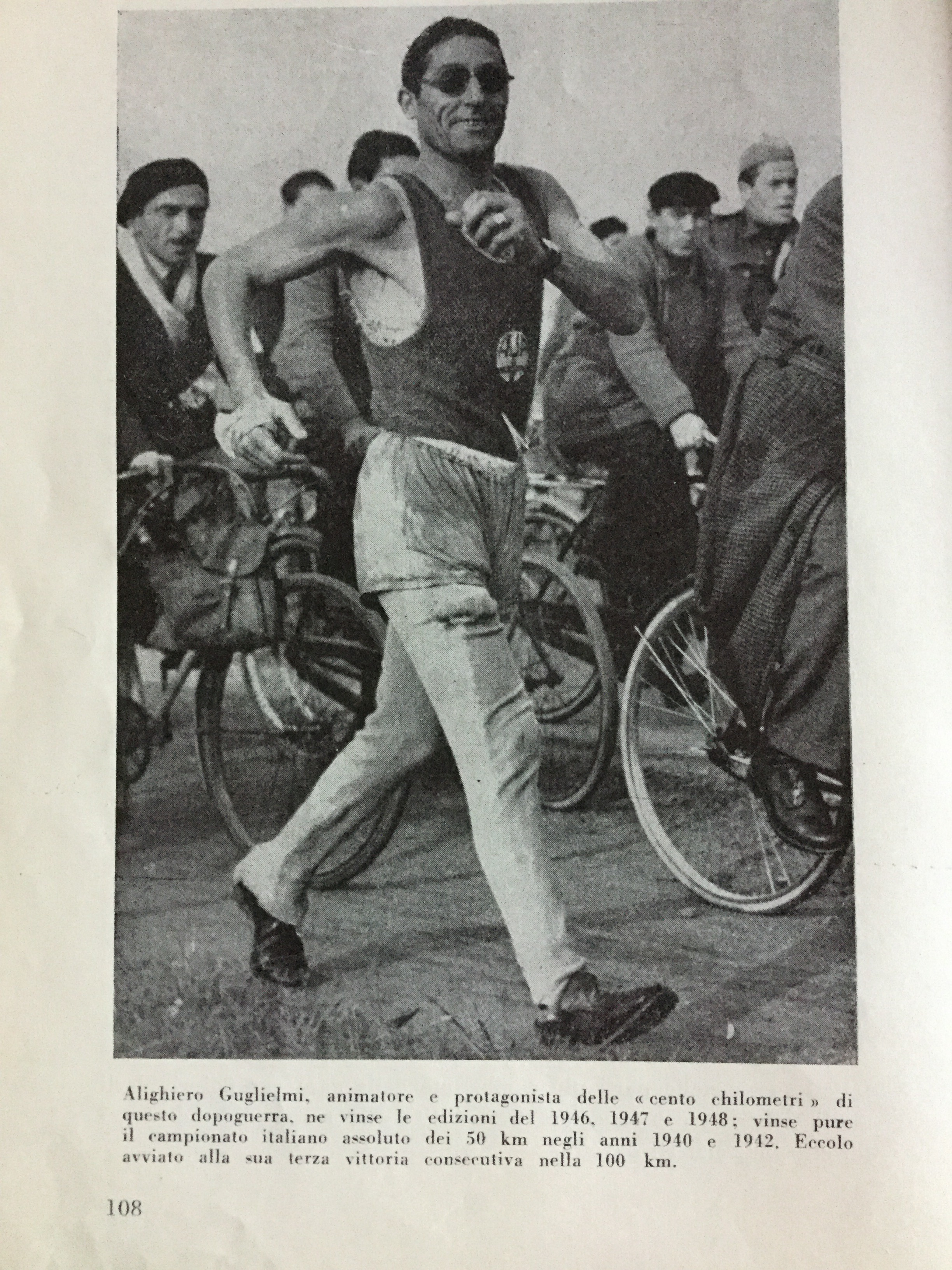
Da Whitlock-Bollini, Marciatori, Sperling & Kupfer, Milano 1957

Dopo parecchi successi ancora a livello provinciale e regionale, nel 1934 viene scelto per rappresentare il Veneto nei giochi Partenopei di Napoli dove si classifica quarto, realizzando il suo esordio a livello nazionale. Nel 1935 è quinto nella Venezia-Padova, gara preolimpica sulla classica distanza di 41,6 km. Seguono altri piazzamenti prestigiosi come il quarto posto al Giro di Roma, gara internazionale di 25 km, la vittoria nel Campionato italiano dei 20 km nella Padova-Abano-Padova e il terzo posto nel Campionato italiano dei 50 km. Con una popolarità assai accresciuta, Guglielmi entra nella società Bentegodi di Verona, ma deve interrompere l'attività per il richiamo alle armi. Tornato dal servizio di leva infila parecchi successi: è secondo nella 50 km di Carate e vince il giro di Trieste. Quest'ultima gara fu memorabile, tutto il percorso sotto la pioggia, Guglielmi giunge all'ingresso dello Stadio di Trieste a fianco di un altro campione, il triestino Pino Kressevich. I due atleti percorrono il giro di pista allo spasimo, nessuno cede. Il pubblico ovviamente è per il campione locale, ma Alighiero ha avuto l'accortezza all'ingresso della pista di prendere la corda e la spunta per una spalla. Nel 1938 la FIDAL non gli consente la partecipazione alla 100 km di quell'anno perché designato nella rosa di atleti indicati per le successive Olimpiadi di Tokyo del 1940.

### I titoli
Dopo avere vinto il Campionato italiano allievi del 1930 e quello di categoria nei 20 km nel 1937, nel 1940 e 1942 vince il titolo italiano assoluto dei 50 km confermando soprattutto la sua predisposizione nelle gare di fondo, ma la guerra interrompe l’attività sportiva e il sogno delle Olimpiadi che si sarebbero dovuto tenere a Tokyo. Nel 1944 Guglielmi chiede il trasferimento, come ferroviere, ad Alessandria dove viene tesserato nell'Atletica Unione Alessandrina (AUA), sarà l'inizio del periodo d'oro di Alighiero. Con quella società nel 1947 vestirà anche la maglia azzurra nell'Incontro Internazionale Italia-Svizzera.

### Le tecniche e l'alimentazione

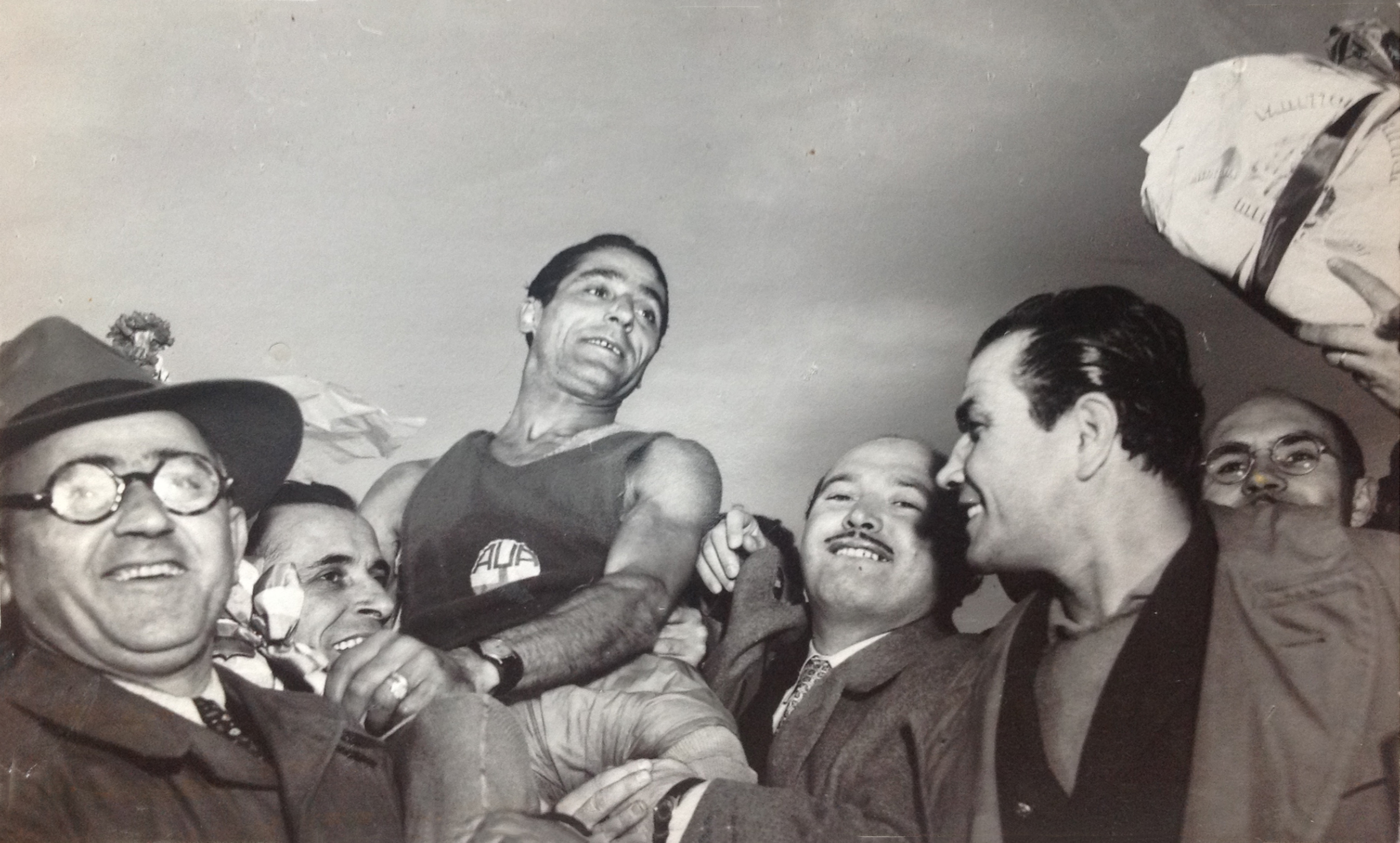
Alighiero Guglielmi portato in trionfo dopo la sua terza vittoria consecutiva nella 100 km del 1948

Nuove tecniche di allenamento e nuovi criteri di alimentazione gli consentono di valorizzare le sue eccezionali doti fisiche: Guglielmi vince la Cento Chilometri, gara internazionale organizzata dalla Gazzetta dello Sport, per tre volte consecutive, nel 1946, 1947, 1948, con distacchi importanti sul secondo classificato, diventando il campione assoluto delle gare di fondo, distinguendosi anche per la sua forte personalità in gara. Nel 1949 fu invitato, unico italiano, ai Campionati Mondiali di marcia a Parigi, ma la FIDAL non gli concesse la partecipazione, non rientrando questa competizione nelle gare ufficiali del calendario internazionale, pena l'esclusione alla imminente 100 km.

### Le abilità relazionali

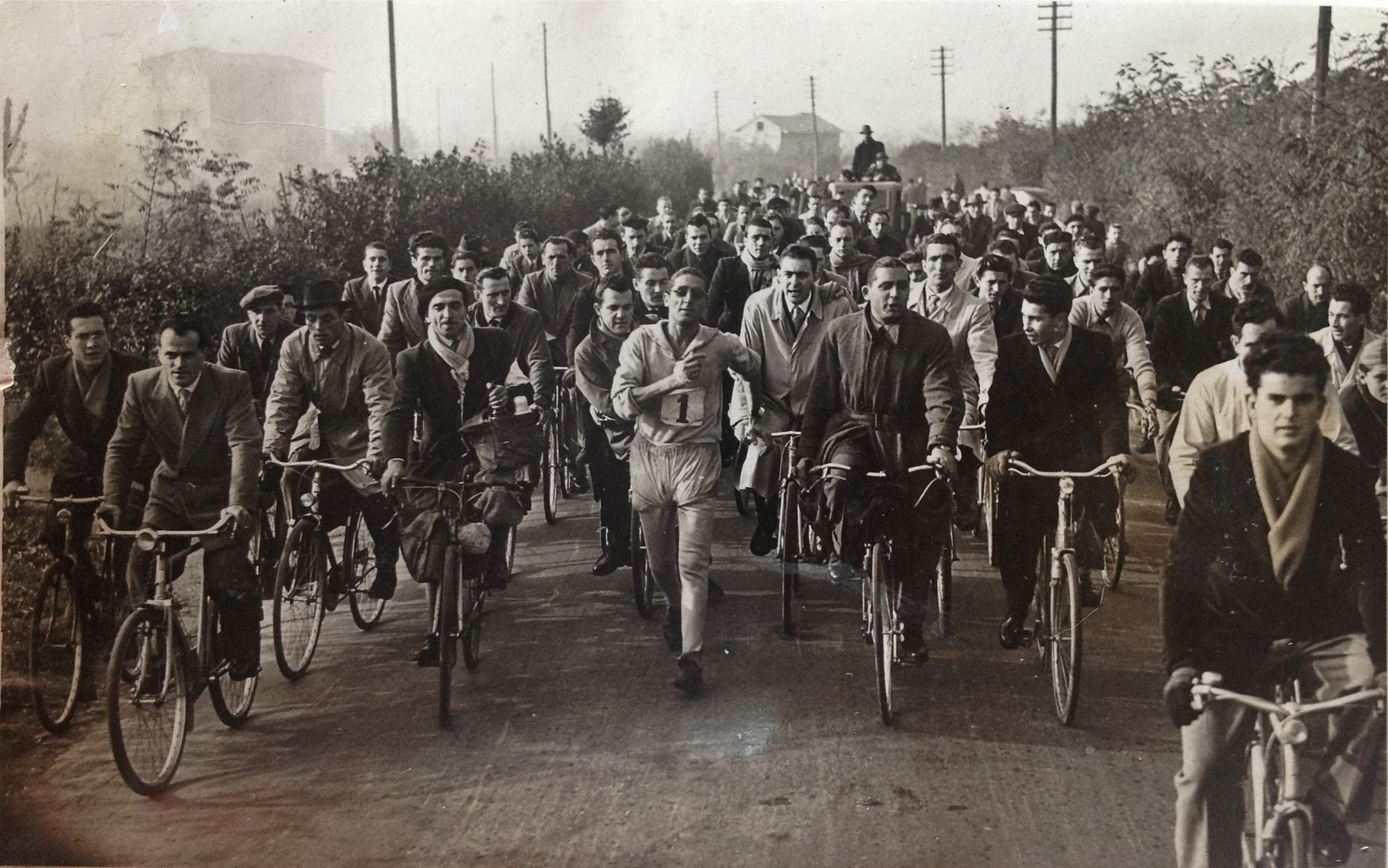
Alighiero Guglielmi verso la sua terza vittoria consecutiva nella 100 km del 1948 che si concluderà a Milano

Nel 1949 sarà proprio Pino Dordoni, l'ultimo italiano a vincere la Cento, competizione di fama con campioni stranieri ben preparati e sostenuti dalle loro federazioni, tra i quali Hubert, Ljunggren e Thompson. Alighiero Gugliemi si trasferisce nel 1951 a Calolziocorte, allora chiamata la "Cittadella della marcia", tesserato alla locale Pro Vittoria. È ancora secondo nella Cento del 1950 e quarto in quella del 1949 e del 1953, primo degli italiani, che vedeva l'arrivo a Lugano.

### Gli ultimi anni

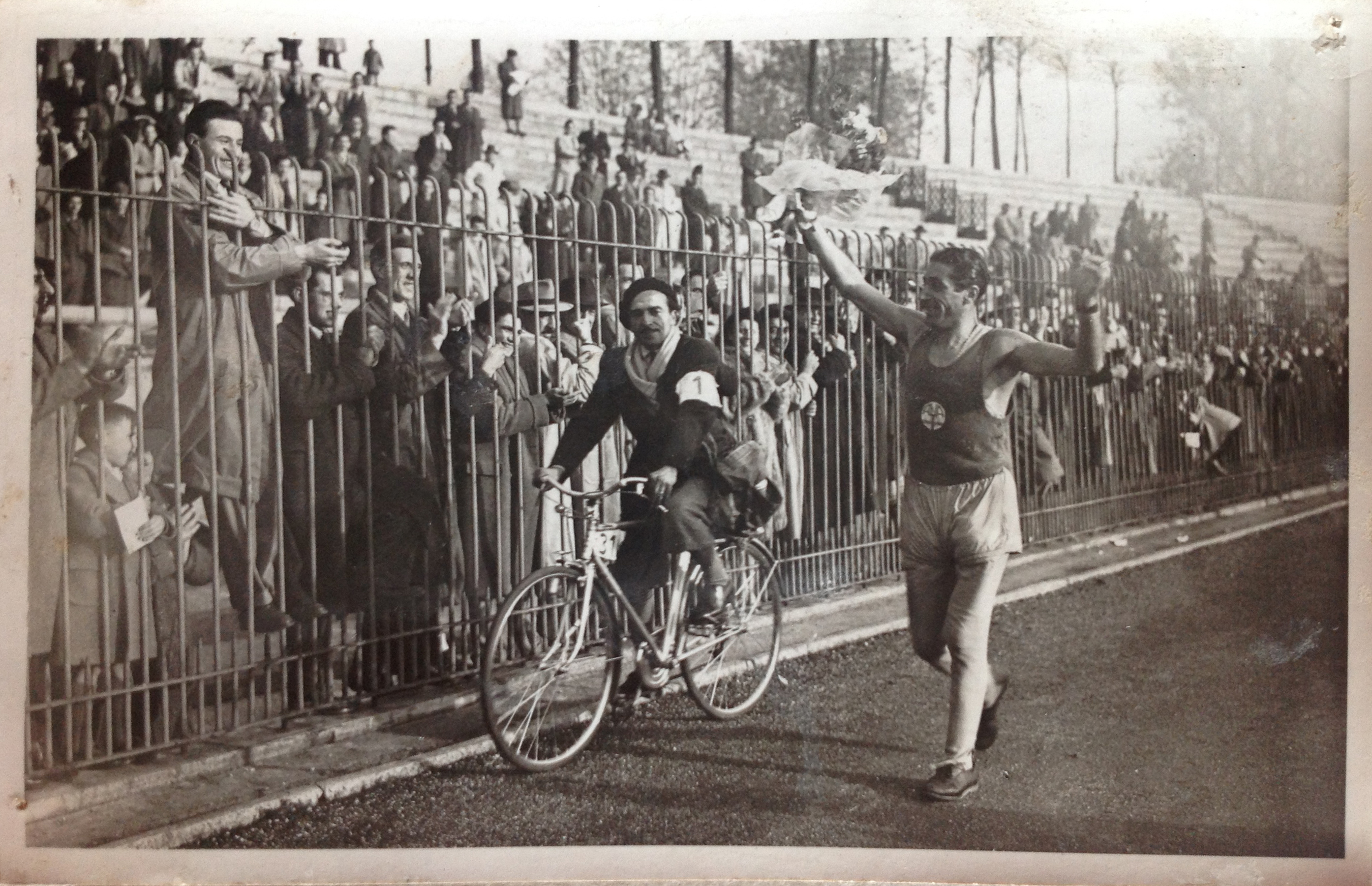
Alighiero Guglielmi arriva all’Arena di Milano nella 100 km del 1948, sua terza vittoria consecutiva

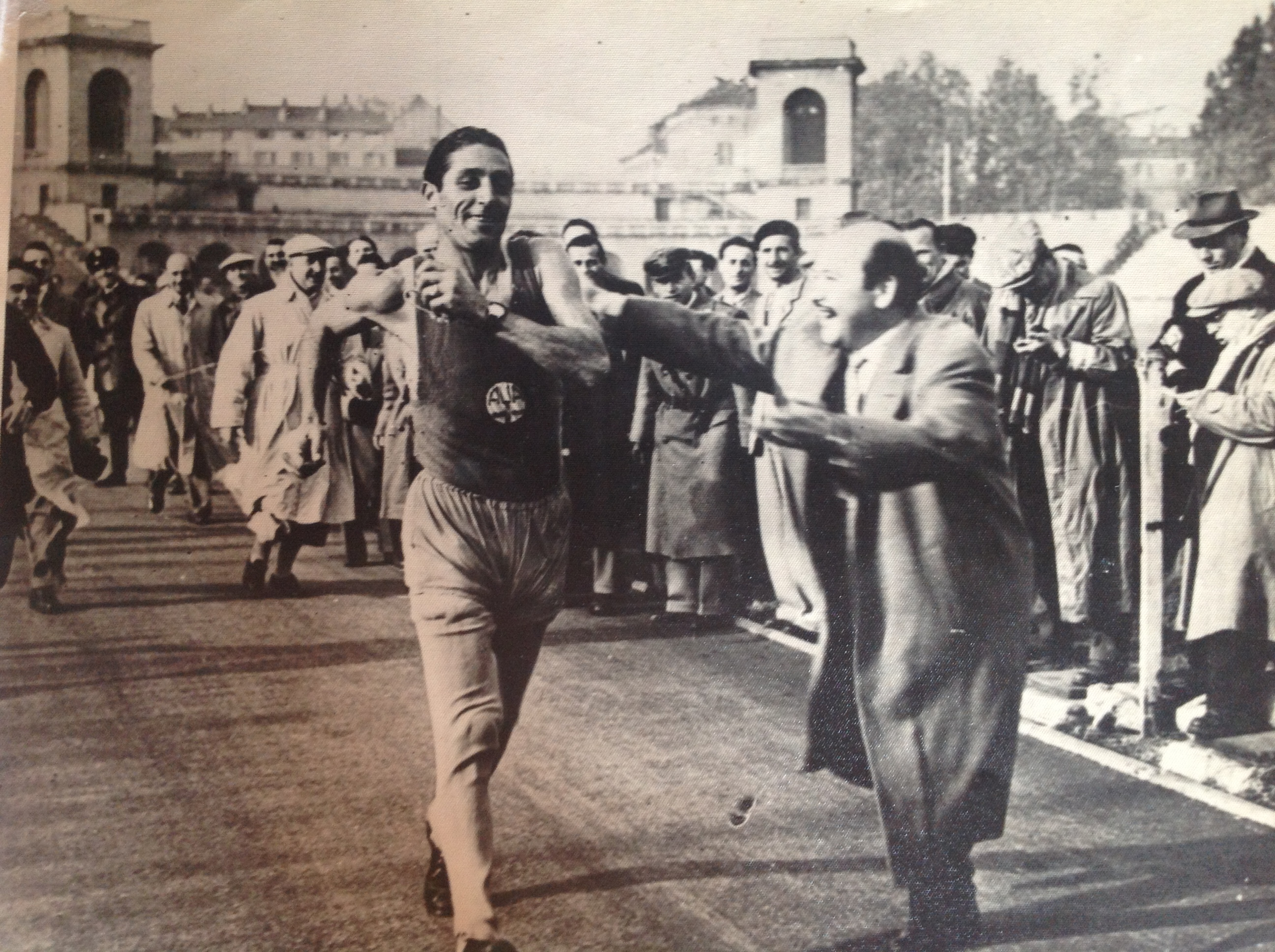
Alighiero Guglielmi arriva all’Arena di Milano nella 100 km del 1948

Guglielmi conclude la sua carriera sportiva nel 1955 classificandosi dodicesimo alla Cento di Seregno a cui ha partecipato su sollecitazione dei colleghi di lavoro, dopo una preparazione piuttosto affrettata. Alla fine di carriera Guglielmi è stato presente a numerose gare nazionali di veterani, dimostrando il suo amore verso la disciplina sportiva alla quale ha dedicato le migliori energie. Complessivamente nella sua lunga attività agonistica Alighiero Guglielmi ha partecipato a ben otto 100 km compresa quella della 31ª edizione del 1952, dove si dovette ritirare al cinquantesimo chilometro per una crisi epatica, insieme all'olimpionico Pino Dordoni. Nel 1941 Guglielmi figurava nel Bilancio Classifica Individuale Nazioni europee per specialità, come sesto miglior tempo assoluto sui 50 km e primo classificato nella Graduatoria FIDAL dei migliori atleti dell'anno. Nel 1942 nelle graduatorie ufficiali, l'atleta risultava primo nazionale e terzo nei migliori risultati europei assoluti sulla distanza dei 50 km. Nel 1966 fu di nuovo agli onori della cronaca partecipando alla trasmissione televisiva Giochi in Famiglia, su Rai 2, condotta da Mike Bongiorno.

### Nella cultura di massa

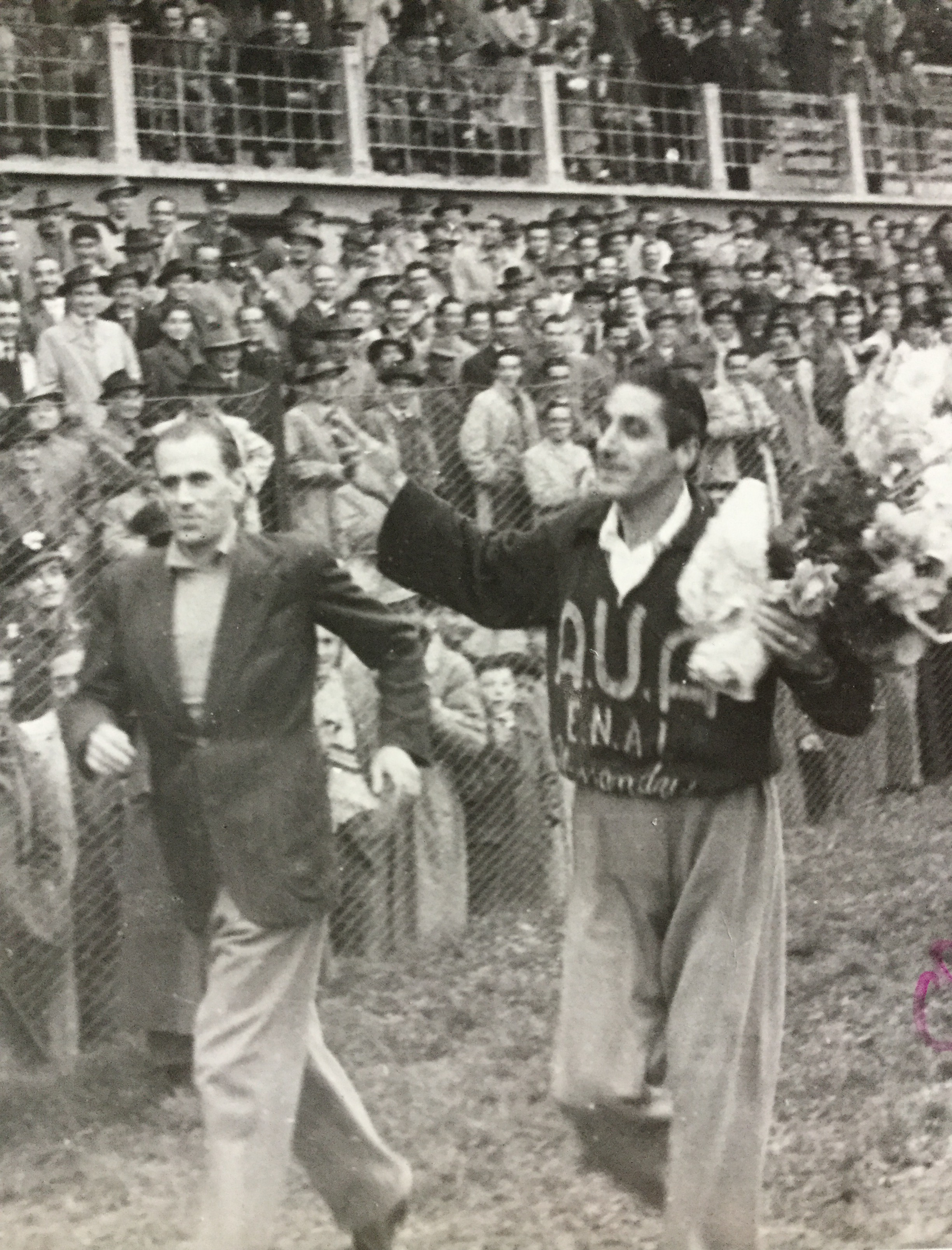
Alighiero Guglielmi festeggiato prima della partita Alessandria-Lucchese, allo Stadio Mocagatta di Alessandria dopo la sua vittoria nella 100 km del 1947. Al suo fianco il fidato massaggiatore

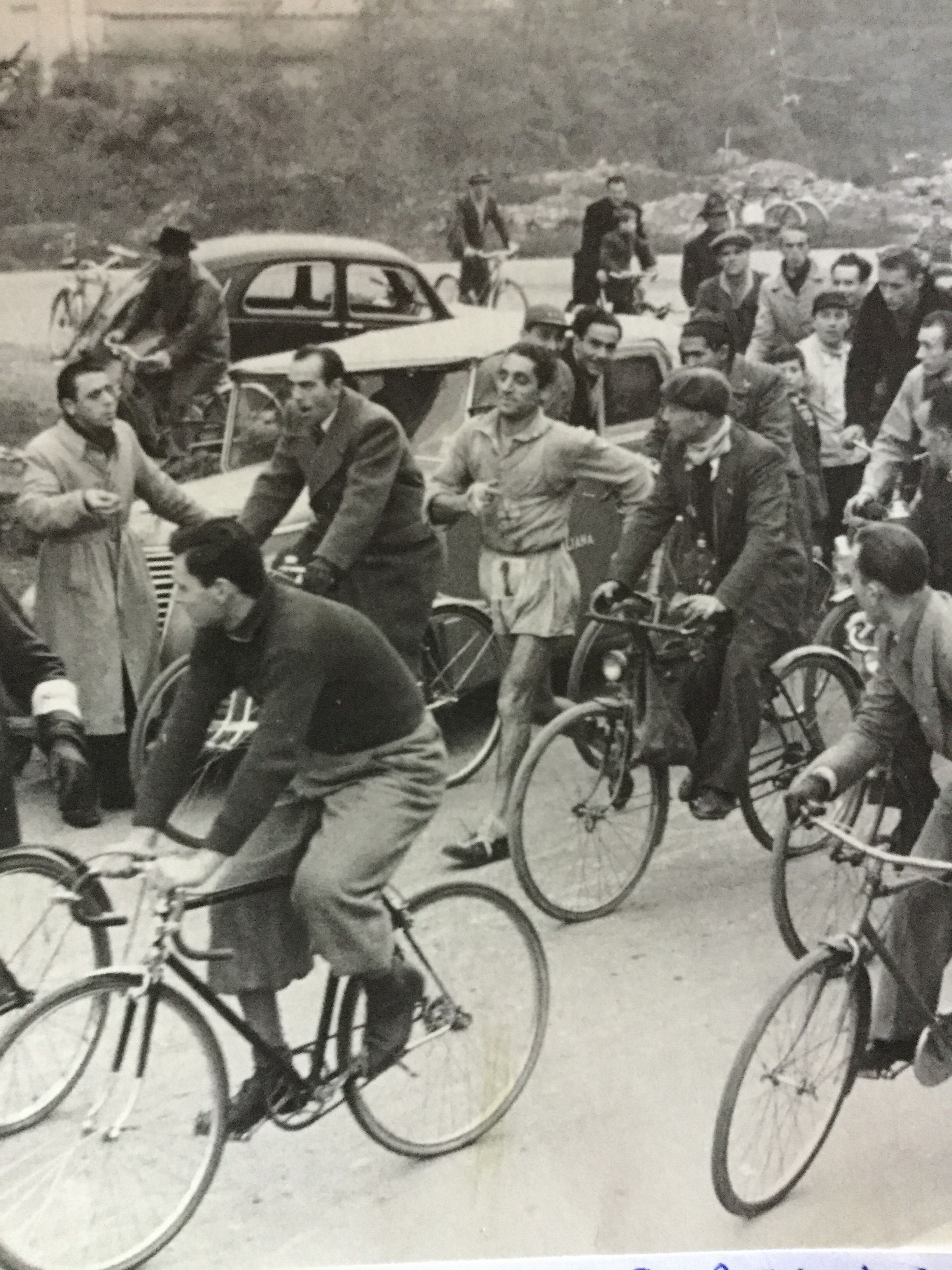
Alighiero Guglielmi accompagnato dai tifosi verso la vittoria

Come confermerà Abdon Pamich, in una intervista a L'Eco di Bergamo nel 1998, Guglielmi era un atleta estroverso, durante la gara dava interviste, cantava, si rivolgeva al pubblico chiedendo l'applauso e l'incitamento, sorrideva sempre e per questo era chiamato l'atleta sorridente. Tra i numerosi giornalisti e scrittori che hanno parlato di lui ricordiamo solo Bruno Raschi, Gianni Brera, Luigi Gianoli.

## Palmarès

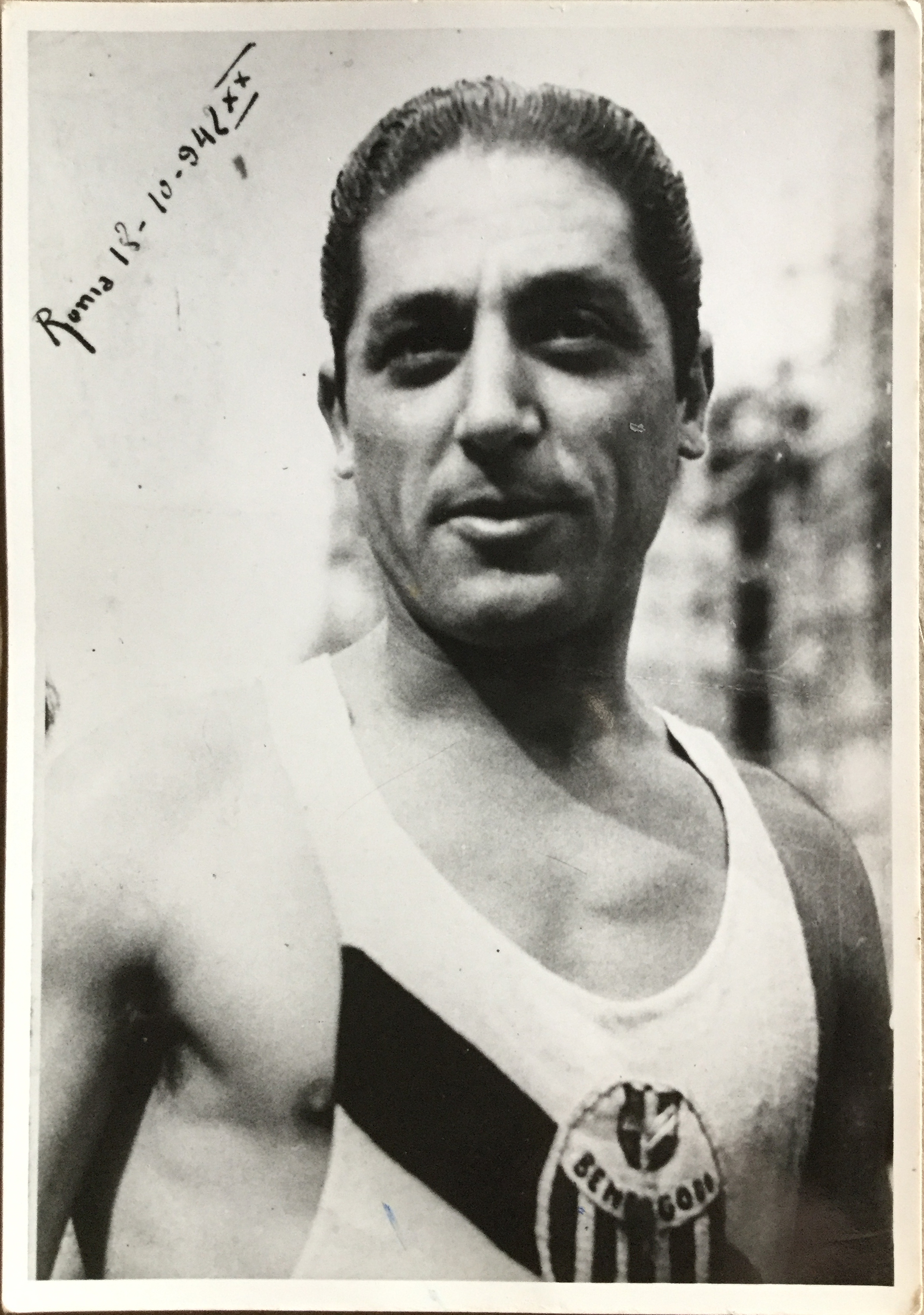
Alighiero Guglielmi dopo la vittoria del suo secondo titolo italiano. Roma 1942

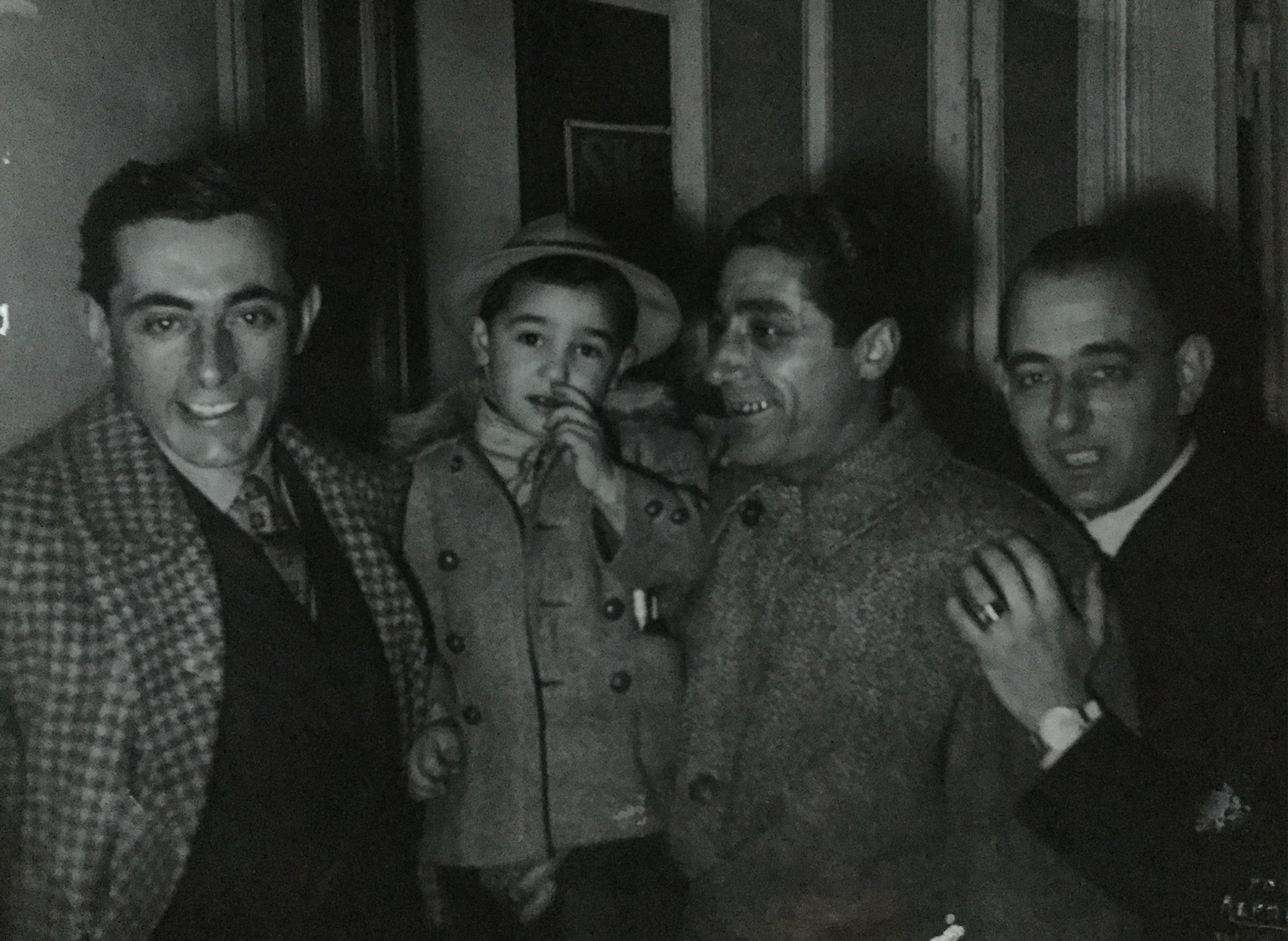
Alighiero Guglielmi con Fausto Coppi e il piccolo Gene Guglielmi dopo intervista Rai, Alessandria 1951

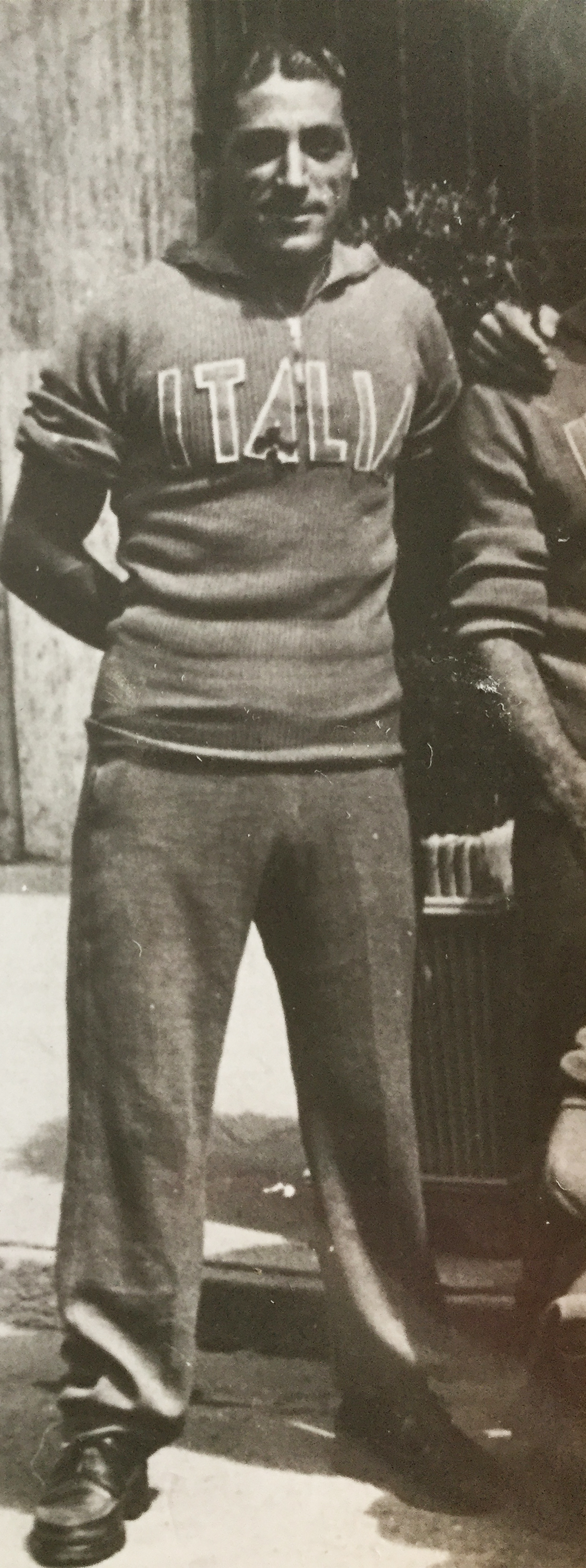
Alighiero Guglielmi veste la maglia azzurra nell’Incontro internazionale Italia-Svizzera, Alessandria 1947

Alighiero nei venticinque anni di carriera, ha partecipato a circa 140 gare. Vengono riportate le 58 competizioni dove l'atleta si è classificato nei primi tre posti.
| Anno | Manifestazione                                       | Risultato       |
| ---- | ---------------------------------------------------- | --------------- |
| 1930 | Campionato italiano Allievi                          | 1º classificato |
| 1931 | Gran Premio Savonarola km 12,5                       | 1º classificato |
| 1932 | Gorizia, Selezione campionato nazionale              | 2º classificato |
| 1932 | Milano, Campionato it. Gran Fondo km 25              | 3º classificato |
| 1932 | Padova, Gara di marcia provinciale km 12             | 1º classificato |
| 1933 | Padova, Giro di Padova km 11                         | 1º classificato |
| 1933 | Padova, 5000 mt. su pista                            | 1º classificato |
| 1933 | Verona, Gran Premio Bentegodi km 15                  | 1º classificato |
| 1935 | Merano, km 10 Gran Premio km 10                      | 1º classificato |
| 1935 | Trento, Gara naz. di marcia a staffette              | 2º classificato |
| 1935 | Bolzano, Gara naz. di marcia km 10                   | 2º classificato |
| 1936 | Verona, Gran Premio Bentegodi km 14                  | 1º classificato |
| 1936 | Milano, Campionato it. Allievi km 15                 | 3º classificato |
| 1936 | Padova Maratona di marcia km 41,6                    | 2º classificato |
| 1936 | Campionati atletici miliz. Ferroviaria km 15         | 2º classificato |
| 1936 | Merano, Incontro di atletica, km 10 su pista         | 1º classificato |
| 1937 | Cavaria-Varese, km 20                                | 1º classificato |
| 1937 | Padova, Campionato it. Su strada di categoria km 20  | 1º classificato |
| 1937 | Gallarate, Trofeo Luigi Vaschi km 20                 | 3º classificato |
| 1937 | Verona, 5000 mt. su pista                            | 3º classificato |
| 1937 | Genova Trofeo Cantore su strada km 20                | 3º classificato |
| 1938 | Corbetta, Campionato naz. a squadre km 35            | 3º classificato |
| 1938 | Verona, Gara di marcia Bentegodi km 20               | 1º classificato |
| 1939 | Carate Brianza, 50 km su strada                      | 1º classificato |
| 1939 | Giro di Trieste, km 30                               | 1º classificato |
| 1939 | Bologna, 25 km su pista                              | 3º classificato |
| 1939 | Verona, Campionati di Soc. Bentegodi 5 km            | 1º classificato |
| 1939 | Roma, Campionati Naz. Mil. Ferroviaria km 15         | 2º classificato |
| 1939 | Gallarate, Camp. Naz. militare km 15                 | 2º classificato |
| 1939 | Milano – Carate,km 50                                | 2º classificato |
| 1940 | Milano - Como, Gran fondo di marcia 50 km            | 1º classificato |
| 1940 | Corbetta, Trofeo Olivoni km 20                       | 3º classificato |
| 1940 | Doppio giro di Roma km 50                            | 1º classificato |
| 1940 | Bologna, Campionato Naz. assoluto di marcia 50 km    | 1º classificato |
| 1941 | Padova – Monselice km 50                             | 3º classificato |
| 1941 | Ferrara, Gran Premio Italo Balbo km 25               | 1º classificato |
| 1941 | Pescara, Campionato it. gran fondo km 50             | 1º classificato |
| 1941 | Milano Baggio, Campionato naz. associaz. km 50       | 2º classificato |
| 1942 | Giro di Roma, val.per il camp.it.gran fondo km 50    | 1º classificato |
| 1942 | La Spezia, val. per il camp. it. gran fondo km 50    | 2º classificato |
| 1942 | Campionato it. assoluto 50 km                        | 1º classificato |
| 1943 | Trento, Coppa G.Bucella km 25                        | 3º classificato |
| 1943 | Biella, Gran Premio al Marciatore km 30              | 3º classificato |
|      | Interruzione attività agonistica per cause belliche  |                 |
| 1946 | Torino, Campionato di soc. su pista km 10            | 2º classificato |
| 1946 | Pavia, 100 km di marcia, gara internazionale         | 1º classificato |
| 1947 | Selezione per la nazionale km 25                     | 2º classificato |
| 1947 | Spoleto, Maratona di marcia km 42                    | 3º classificato |
| 1947 | Lomazzo 100 km di marcia, gara internazionale        | 1º classificato |
| 1947 | Milano, 50 km su pista preolimpionica                | 2º classificato |
| 1948 | Udine, Campionato naz. assoluto km 50                | 3º classificato |
| 1948 | Spoleto, Maratona naz. di marcia km 42               | 3º classificato |
| 1948 | Milano, 100 km di marcia, gara internazionale        | 1º classificato |
| 1950 | Calolziocorte, 100 km di marcia, gara internazionale | 2º classificato |
| 1952 | Ponte San Pietro, Coppa Legler, km 35                | 2º classificato |
| 1953 | Rancate (Svizzera) gara intern. di marcia km 25      | 3º classificato |